# Санта - це хто?
Санта - це хто ? — комедійний фільм 2000 року.

## Сюжет
Санта Клаус випадково випав зі своїх санок і впав на капот машини Пітера, журналіста який якраз готує різдвяний репортаж. З Сантою все гаразд, от тільки він не пам'ятає хто він такий.